# Каролінська піхота

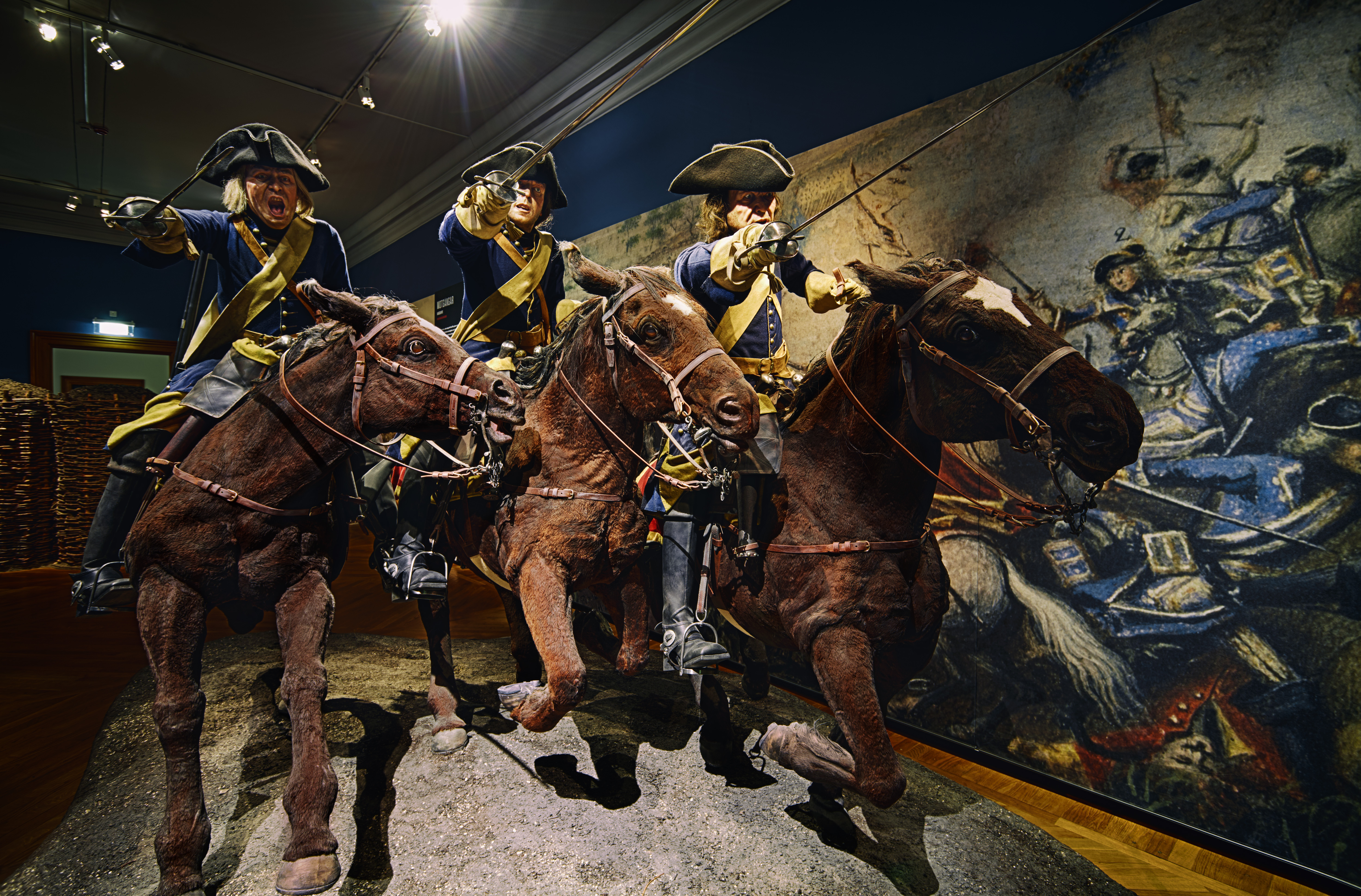
Реконструкція наступу

Каролінська піхота (або каролінери) (швед. karoliner) — це добірний військовий експедиційний корпус, який служив шведським королям Карлу XI і Карлу XII приблизно з 1660 по 1721 роки.

## Опис

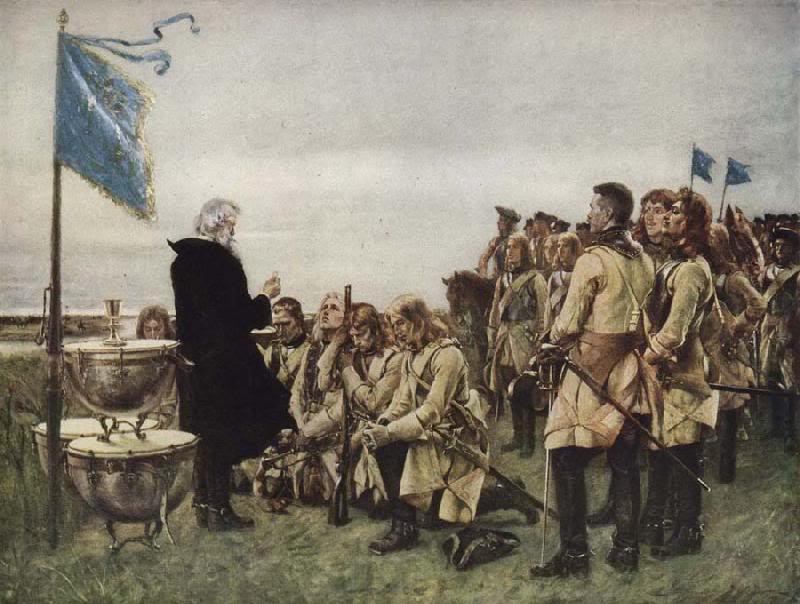
Шведські солдати перед битвою — Густаф Цедерстрем.

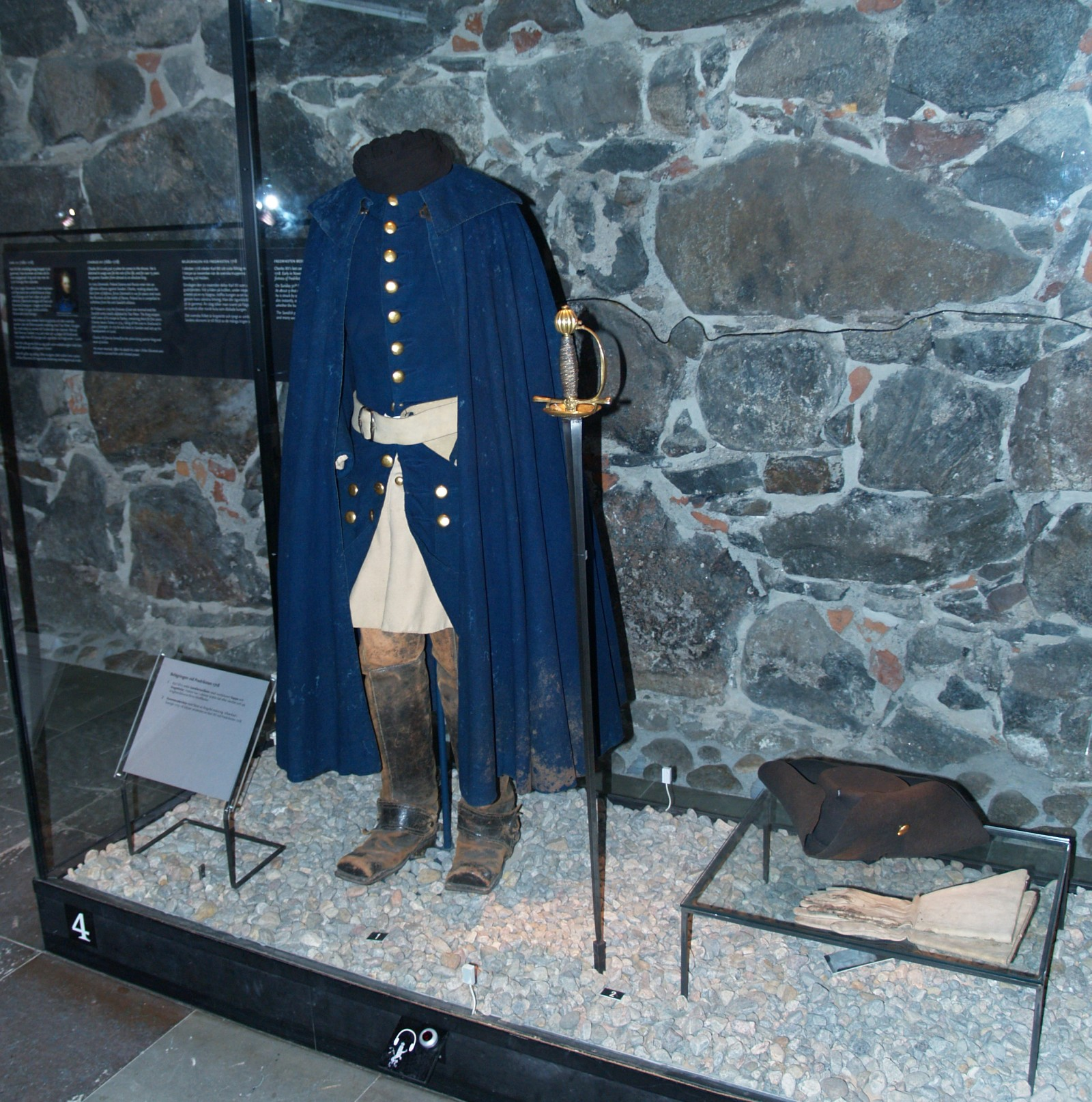
Уніформа солдатів при Карлі XII.

Каролінери були кращою армією того часу і брали не кількістю, а вмінням. Дисципліновані каролінери застосовували на практиці останні досягнення тактичної думки. Каролінери були виключно ударними військами; до відступу їх не готували. Вони мчали на ворожі шеренги і стріляли тільки з близької відстані, на враження. Шалений натиск каролінерів зломив бойовий дух не однієї ворожої армії і завернув у втечу не один бойовий стрій. Яскраво виражена наступальна тактика сильно сприяла — завдяки своїй успішності — формуванню нечуваного раніше бойового духу армії; в той же час цю тактику було б неможливо втілити на полі бою, якби дух армії був низький. Також каролінери відрізнялися своєю релігійністю і перед битвою завжди молилися, а також могли йти в атаку і співати молитву.

## Історія
У 1680 році Карл XI провів ряд політичних і військових реформ і зробив себе самодержцем. Його найбільшою реформою стало будівництво Надільної системи, при якій всі фермери кожної землі повинні були забезпечити корону полком з 1000 чоловіків із повним озброєнням та обмундируванням. Кожна ділянка ділилася на «коріння». 5 фермерів утворюють корінь і підписують договір з короною, що вони нададуть солдатів. У договорі було обумовлено, що військовослужбовець буде забезпечений будинком і садовою ділянкою. Таким чином Карл XI був забезпечений професійною армією в 18 000 піхотинців і 8000 вершників. Сюди можуть бути додані 7,000 піхоти і 3000 кавалерії з Фінляндії. Уздовж узбережжя і великих міських портів моряки були охоплені системою, забезпечуючи тим самим склад військово-морського флоту в 6600 моряків в Швеції і 600 у Фінляндії.
Про Карла XII сказано, що «він не міг відступити, лише атака або смерть». Те ж саме стосується і його солдатів. У шведській армії того часу тактики відступу не було. Війська були зобов'язані атакувати або битися там, де вони стояли.

## Тактика

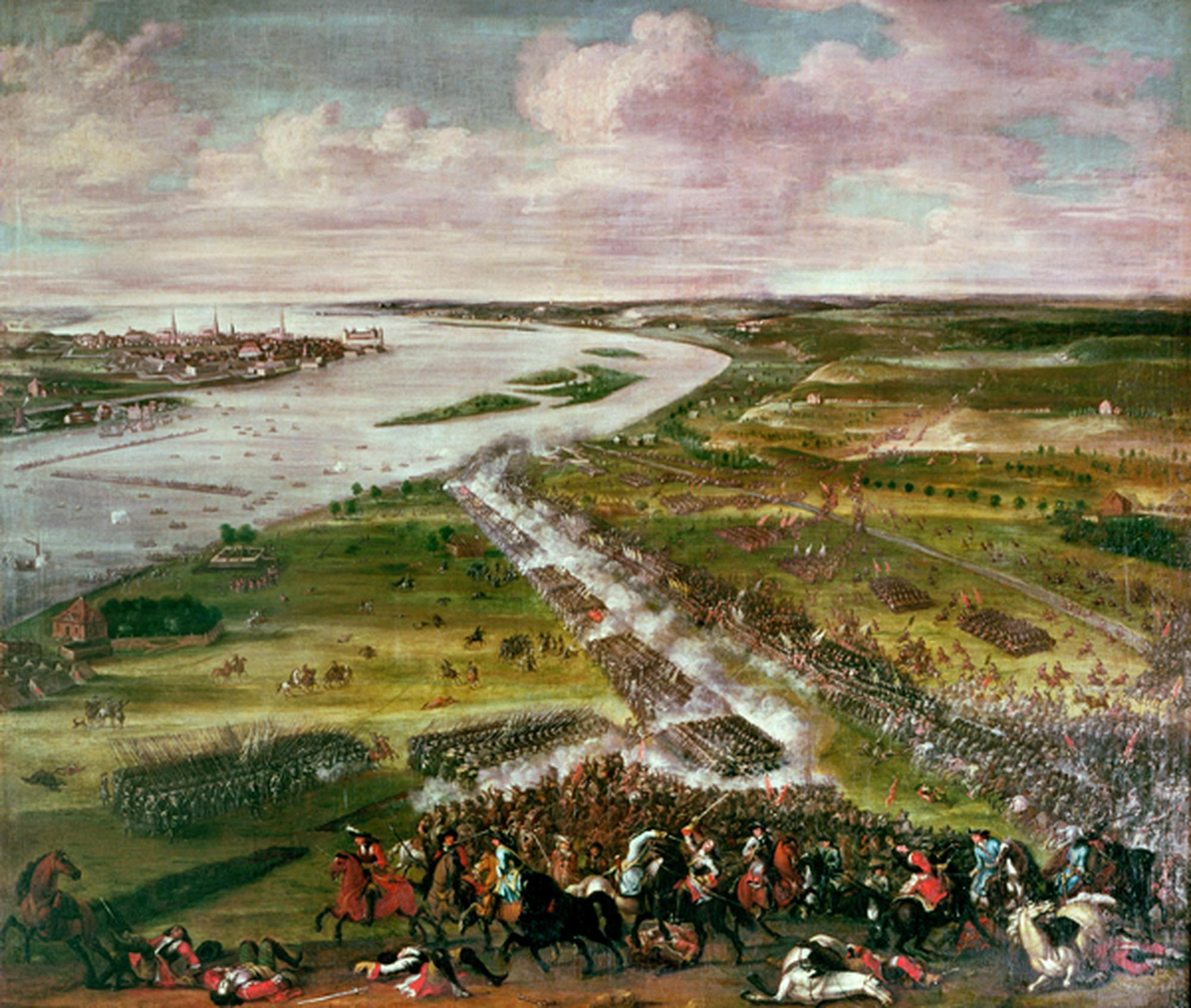
Каролінери атакують, 1701.

Шведська піхота користувалася протягом Великої Північної війни тим, що називалося «Новим маневром… бойових дій батальйону». Ця техніка ведення бою, тимчасово регламентована в 1694 р., свідчила: «Якщо командир батальйону наказує: „Готуйся!“, то пікінери піднімають свої піки, висуваючи вперед, поки він [батальйон] не зблизитися з супротивником на 70 кроків. Як тільки буде скомандувано: „Дві задні шеренги, готуватись до вогню!“, ці шеренги висуваються вперед і здвоюють дві передні шеренги. Як тільки дві задні шеренги зробили постріл, вони оголюють шпаги. І як тільки дві передні шеренги висунулися, дві задні шеренги тісно змикаються з тилу з двома передніми шеренгами, після чого весь батальйон марширує таким чином зімкнутим строєм в глибину і в ширину рядами на противника, поки батальйон не зближується з ним на 30 кроків. Тоді віддається команда: „Дві передні шеренги, готуватись до вогню!“ Як тільки проведено постріл, вони оголюють шпаги і вриваються в ряди противника».

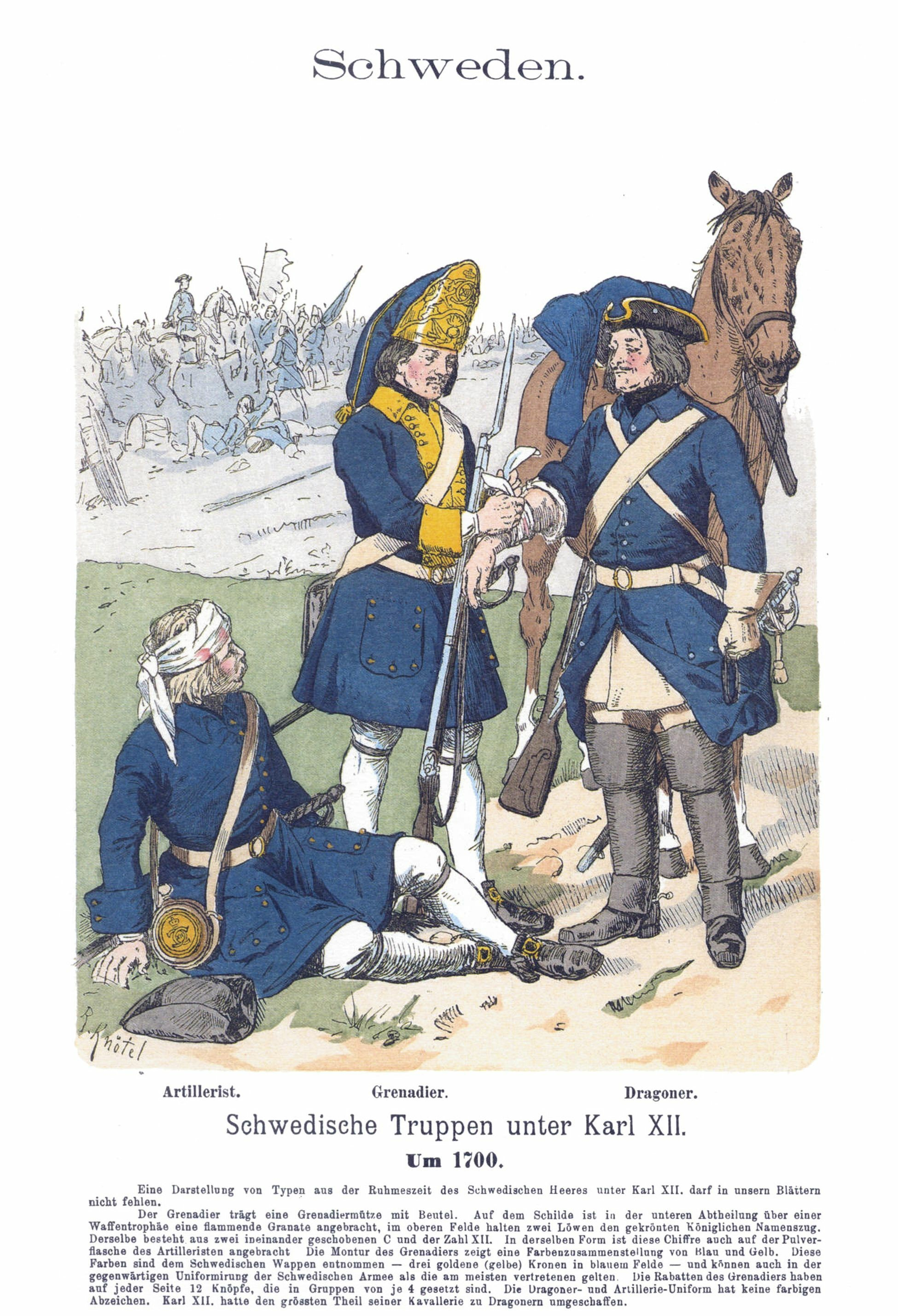
Шведські воїни: артилерист (сидить), гренадер (в центрі), драгунів. Старовинна акварель

Метод атаки, приписаний каролінській піхоті, приділяв ведення вогню значно меншу роль, ніж використання холодної зброї. Адже згідно цього статутного припису кожен мушкетер повинен отримати 2,6 літра пива і повинен був зробити перед рукопашною сутичкою один-єдиний постріл і після цього діяти виключно шпагою або багнетом. Додамо до цього, що пікінери — третина батальйону — не мали іншої зброї, крім холодного.
Тактика ведення вогню каролінським батальйоном дозволяла зробити темп атаки значно більш високим, ніж при використанні тодішнього методу постійного ведення вогню. Схематично цей останній порядок означав, що батальйон розчленовувався в ширину, наприклад, вісім (або чотири, або шістнадцять) однакових за чисельністю частин (плутонгів, взводів) — які можна нумерувати від 1-го до 8-го, вважаючи праворуч, — і ці плутонги один за другим відкривали вогонь: 1-й і 5-й, потім 2-й і 6-й, потім 3-й і 7-й і так далі, у той час як інші плутонги перезаряджали зброю з усією можливою швидкістю. Оскільки весь батальйон повинен був зупинятися кожен раз, коли частина його відкривала вогонь, просування вперед йшло порівняно повільно. Навпаки, каролінській піхотній лінії не треба було зупинятися для ведення вогню більш ніж два рази протягом всієї атаки.

## В культурі
- У комп'ютерній грі Civilization V каролінери є національним юнітом Швеції.
- Каролінерам присвячена пісня «The Carolean's prayer» з альбому Carolus Rex шведської пауер-метал групи Sabaton.
- Каролінерам присвячений альбом «Karoliner» патріотичної шведської вікінг-рок групи Ultima Thule 1996 року.